# Henriette Bosquier
Pour les articles homonymes, voir Bosquier.
Henriette Bosquier est une femme politique française, née le 31 août 1917 à Nîmes (Gard) et morte le 18 janvier 1984 à Saint-Christol-lez-Alès (Gard). 

## Biographie
Henriette Bosquier n'a que 28 ans quand elle est présentée par le MRP sur la liste que ce parti présente dans le Gard pour l'élection de la deuxième assemblée constituante, en juin 1946. 
Placée en deuxième position, l'agricultrice de Saint-Christol-lez-Alès est élue députée.
Comme parlementaire, son action principale est le rapport qu'elle présente pour le déclassement des terrains militaires de Bergues, dans le Nord, afin de favoriser la reconstruction de la ville.
Réélue dans les mêmes conditions en novembre 1946, elle peine à exercer son mandat, étant accaparée par ses affaires personnelles.
En 1947, elle quitte le MRP pour rejoindre les gaullistes du RPF, mais rallie finalement les Républicains indépendants avant la fin de la législature.
Elle met volontairement un terme à sa carrière politique en ne se représentant pas aux élections législatives de 1951.

## Mandats
- Députée du Gard (1946-1951)